# Gymnopilus karrara
Gymnopilus karrara là một loài nấm thuộc họ Cortinariaceae.